# 興大園道
興大園道，為位於台中市東、南區的林蔭園道。
興大園道的範圍由東峰公園前至國立中興大學男生宿舍旁的忠明南路口，全段位於興大路而得名，並由興大路與綠川的一部份所構成的河川黑板樹林蔭園道，全長約1.8公里。

## 沿途設施

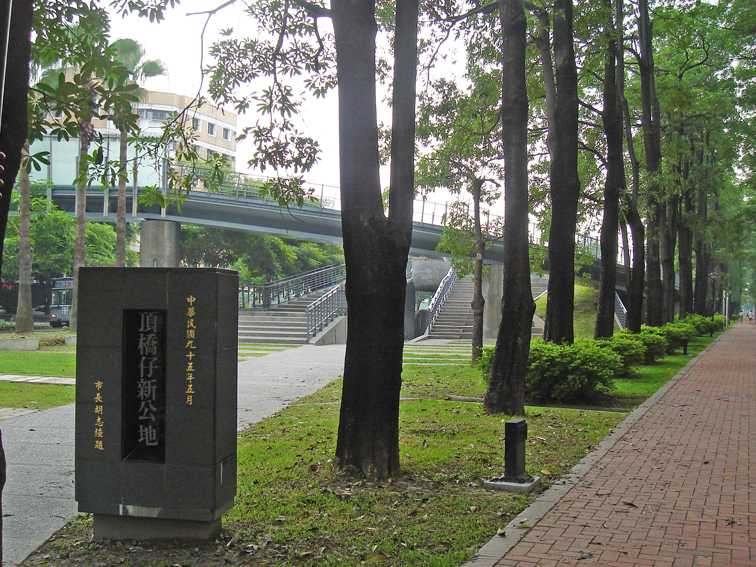
興大園道頂橋仔人行陸橋旁

- 台中路
  - 臺中市立東峰國民中學
  - 東峰公園（台中228紀念公園）
  - 臺中市私立明德高級中學
- 國光路
  - 臺中市南區國光國民小學
  - 中華郵政國光路郵局（民間又稱興大郵局）
  - 國立中興大學
  - 永豐銀行興大分行
- 綠川
  - 復新公園
  - 興大夜市
  - 頂橋仔新公地景觀天橋
- 美村路二段
- 忠明南路地下道
  - 頂橋新南巷

## 交通
- 公車
  - 國光國小
  - 中興大學
  - 忠明南路口